# Joachim Hossenfelder
Pour les articles homonymes, voir Hossenfelder.
Joachim Hossenfelder, né le 29 avril 1899 à Cottbus et mort le 28 juin 1976 à Lübeck, est un théologien et ecclésiastique protestant allemand et l'un des principaux représentants des chrétiens allemands nationaux-socialistes (DC) (de).

## Biographie
Lorsqu'il est étudiant, Joachim Hossenfelder devient membre de l'Association des étudiants allemands de Breslau et participe aux batailles du corps franc en Silésie. Il entre très tôt en contact avec le national-socialisme, et rejoint le NSDAP le 1er avril 1929 (numéro de membre 124 881).
À partir de 1923, il est pasteur protestant à Alt Reichenau en Silésie et en 1931, il devient pasteur de l'église chrétienne de Berlin. En 1932, il est cofondateur du mouvement religieux antisémite et en devient le premier dirigeant du Reich. Il considère les chrétiens allemands comme « les SA de Jésus-Christ ».
Hossenfelder accueille avec une grande joie la nomination d'Hitler au poste de chancelier du Reich le 3 février 1933 dans l'église Sainte-Marie de Berlin, qualifiant « notre Adolf Hitler » d'« homme d'une seule pièce, fondé sur la pureté, la piété, l'énergie et la force de caractère. »
Le 6 septembre 1933, lorsque les surintendants généraux sont abolis, le Conseil supérieur évangélique de l'Église, dominé par DC, le nomme vice-président spirituel et membre du gouvernement de l'Église du Reich et lui confie le poste nouvellement créé d'« évêque de Brandebourg ». En novembre 1933, après le scandale du Palais des Sports, des combats éclatent au sein des chrétiens allemands. Cela aboutit à ce que Hossenfelder soit mis en congé de toutes ses fonctions par l'évêque du Reich Müller en décembre 1933, après quoi Hossenfelder annonce sa démission le 21 décembre. Le poste d'évêque de Brandebourg reste vacant jusqu'en 1945.[réf. nécessaire]
En 1939, Hossenfelder devient curé de l'église de la Paix de Potsdam. Après la fin de la Seconde Guerre mondiale, il est à partir de 1947 curé des sourds-muets à Vehlow. De 1954 à 1969, il est curé à Ratekau pour l'Église régionale évangélique luthérienne d'Eutin[réf. nécessaire].

## Écrits
- (de) Die Richtlinien der deutschen Christen [« Les lignes directrices des chrétiens allemands »], Berlin, Edité par Joachim Hossenfelder, 1932.
- (de) Unser Kampf [« Notre combat »], Berlin-Charlottenbourg, M. Grevemeyer, coll. « Schriftenreihe der „Deutschen Christen“ » (no 1), 1933 (OCLC 236223312) ; 2e édition Society for Newspaper Service, Berlin ; HG Wallmann, Leipzig 1933, DNB 580237184 .
- (de) Volk und Kirche. Die amtlichen Berichte der ersten Reichstagung 1933 der Glaubensbewegung „Deutsche Christen“ [« Le peuple et l'église. Les rapports officiels du premier Reichstag en 1933 du mouvement religieux « Chrétiens allemands » »], Berlin, coll. « Schriftenreihe der „Deutschen Christen“ » (no 4), 1933 (OCLC 316205354) (Tagungsband) ; 2e et 3e éditions Grevemeyer, Berlin-Charlottenburg 1933.